# Saint-Michel-de-Lapujade
Saint-Michel-de-Lapujade es una comuna francesa situada en el departamento de Gironda, en la región de Nueva Aquitania.

## Demografía
| 222 | 217 | 209 | 221 | 222 | 221 | 228 |
| Para los censos de 1962 a 1999 la población legal corresponde a la población sin duplicidades (Fuente: INSEE [Consultar]) |     |     |     |     |     |     |